# TV4-nyheterna Norrköping
TV4-nyheterna Norrköping är en av de 25 lokala stationer som tillhör TV4-gruppen. Stationen bevakar nyhetshändelser i inom Norrköpings kommun. Programmet sänds från Stockholm. 25 mars 2009 delades sändningen upp i flera delar och TV4-nyheterna Linköping skapades.
TV4-nyheterna Norrköping sänder nyheter varje vardagmorgon klockan 06.33, 07.33, 08.33 samt 09.33. Kvällssändningar görs måndag till torsdag klockan 17:55 i Sjuan och 19.15 och 22.30 i TV4, samt fredag klockan 17:55 i Sjuan samt 19.15 i TV4.